# Hugo Miguel Gonçalves Costa
Hugo Miguel Gonçalves Costa (sinh ngày 20 tháng 2 năm 1990 ở Póvoa de Varzim) là một cầu thủ bóng đá Bồ Đào Nha thi đấu cho Salgueiros ở vị trí hậu vệ trái.